# Ostwald
Ostwald é uma comuna francesa na região administrativa de Grande Leste, no departamento Baixo Reno. Estende-se por uma área de 7,11 km². Em 2010 a comuna tinha 12 713 habitantes (densidade: 1 788 hab./km²).434 hab/km².